# Řízení vztahů se zákazníky
Řízení vztahů se zákazníky (zpravidla též CRM podle anglického customer relationship management) je zákaznicky orientovaný management, systémový podnikatelský přístup, který se vyznačuje aktivní tvorbou a udržováním dlouhodobě prospěšných vztahů se zákazníky. 
Zjednodušeně se běžně pojem CRM ztotožňuje s databázovou technologií podporovaný proces shromažďování, zpracování a využití informací o zákaznících firmy, který řízení vztahů se zákazníky významně pomáhá. Umožňuje tak poznat, pochopit a předvídat potřeby, přání a nákupní zvyklosti zákazníků a podporuje oboustrannou komunikaci mezi firmou a jejími zákazníky. Jako CRM se tak označuje softwarové, hardwarové a personální vybavení firmy, které je podporou těchto vztahů podniku se zákazníky pověřeno.
Někteří dodavatelé též používají tyto definice CRM:[zdroj?]
- systémy podporující řízení celého cyklu kontaktu se zákazníkem,
- systémy podporující efektivní koordinaci vazeb na zákazníka,
- systémy pro správu obchodních případů a klientů,
- systémy podporující péči o zákazníka.

## Přehled
Systémy CRM se používají pro řízení vztahů se zákazníky již delší dobu, ale z důvodu například deregulace trhu, nových obchodních modelů, internetu či elektronické komunikace se kompletně mění pohled na tuto oblast. CRM se stává klíčovou záležitostí pro organizace všech velikostí.
Přibližně od roku 2015 marketingoví odborníci čím dál více hovoří o tom, že je třeba změnit orientaci z produktů na zákazníky. Tuto myšlenku podporuje také metoda Human Centered Design. Koneckonců je to právě zákazník, kdo přináší peníze. Klíčovým termínem marketingu první poloviny minulého století bylo „4P“: product (výrobek), price (cena), place (umístění) a promotion (propagace). Firmy zaměstnávaly týmy prodejců, kteří se snažili produkt protlačit na trh, ať už byl zájem trhu o produkt jakýkoliv. Od okamžiku, kdy se objevily první marketingové průzkumy, výrobci a prodejci se začínají spíše orientovat na to, co si trh žádá a vymýšlí podle toho takové produkty, které zákazníci používají proto, že jimi vyřeší své problémy nebo jim přinesou zjevný užitek.
Moderním symbolem, zkratkou je tedy spíše „4C“: customer total cost (náklady), customer value (hodnota), convenience (komfort) a communication (komunikace).
Každá společnost se zabývá těmito problémy:
1. Udržení stávajících zákazníků
2. Porozumění zákazníkům
3. Schopnost jim naslouchat
4. Identifikace klíčových procesů
5. Zvyšování spokojenosti zákazníků při zlepšování klíčových procesů
6. Tvorba marketingové strategie k udržení stávajících zákazníků a získání zákazníků nových
7. Schopnost oslovit nové zákazníky

Klíčem pro úspěšnou CRM iniciativu jsou správná a konzistentní data zákazníka přístupná on-line v celé IT infrastruktuře. Důležité je si uvědomit, že řešení CRM se dotýká prodeje, servisu i marketingu, a to při udržování spokojenosti zákazníka.
Řízení vztahů se zákazníky je totiž strategie, která se orientuje na vybudování a podporu dlouhotrvajících vztahů se zákazníky. Není to tedy jen technologie, ale změna filosofie společnosti tak, aby důraz byl kladen na zákazníka. Na nedodržování této strategie havaruje většina implementací CRM.
Podle prof. Ing. Jaromíra Vebera, CSc. z VŠPP lze nasazení CRM rozdělit do následujících fází:
1. „pre-pre – stádium CRM“: iniciativa obchodu na straně zákazníka, dodavatel zpracuje v obchodním oddělení, respektování základních technických a záručních legislativních požadavků
2. „pre – stádium CRM“: obchodní oddělení/marketingové oddělení, řada prodejců, nekoordinovaný přístup, indikátor prodeje „tržby“ – tlak na cenu
3. „0. stádium CRM“: tradiční marketing – zaměření na produkt, marketingový mix – 4P
4. „1. stádium CRM“: orientace na zákazníka – např. ve smyslu normy ISO 9001, reaktivní přístupy – hodnocení spokojenosti zákazníka
5. „2. stádium CRM“: proaktivní přístupy k zákazníkovi, win-win, vztahy, hodnoty, partnerství, CRM-software

## Typy CRM

### Operativní CRM
Operativní CRM je především podporou business procesů pro „front office“, zahrnující prodej, marketing a služby. Všechna komunikace se zákazníkem je sledována a uchována v databázi a v případě potřeby je efektivně poskytnuta uživatelům. Jedním z hlavních přínosů pro zákazníka i pro společnost je díky sledování historie možnost komunikace s rozdílnými osobami a pomocí různých kontaktních kanálů.

Operativní CRM se využívá především v následujících obchodních procesech:
- Tvorba marketingových kampaní a jejích sledování
- Automatizace prodejního procesu a jeho sledování
- Správa a řízení klientů, kontaktů a projektů

Automatizace podpory prodeje (SFA)
SFA je jedním z typů operativního CRM, které bylo vytvořeno pro zautomatizování, podporu prodejních aktivit.

### Analytické CRM
Analytické CRM analyzuje zákaznická data k dosažení rozdílných cílů:
- Optimalizace efektivnosti marketingových kampaní a jejích vyhodnocování
- Hledání potenciálních prodejních kanálů, cross-selling, up-selling, udržení zákazníka atd.
- Analýza chování zákazníků – tvorba cen, vývoj nových výrobků
- Podpora pro rozhodování – předpovídání a analyzování zákaznické rentability atd.

### Kolaborativní CRM (Collaborative CRM)
Zahrnuje speciální funkcionalitu, která umožňuje komunikaci společnosti a jeho zákazníků prostřednictvím různorodých kanálů za účelem dosažení vyšší kvality interakce se zákazníky. Kolaborativní CRM nabízí užitečné informace, které vznikají při interakci se zákazníkem, jednotlivým obchodním oddělením, jako je prodej, technická podpora a marketing. Jedná se například o poskytnutí informací o specifických zákaznických požadavcích či dotazů na nové služby z technické podpory prodeje marketingu. Cílem Kolaborativního CRM je sdílení těchto informací získaných ze všech oddělení pro zvýšení kvality poskytovaných služeb zákazníkům.

### Programy
Existuje celá řada programů, od bezplatných a jednoduchých až po velmi sofistikované komerční programy.
Seznam programů:
| Název         | Licence | Jazyky                                                                             | Datum založení | Používané jazyky |
| ------------- | ------- | ---------------------------------------------------------------------------------- | -------------- | ---------------- |
| ASARI CRM     | SaaS    | en, de, fr, es, it, ru, ua, pl, lt, lv, es, cn                                     | 1998           | PHP, Javascript  |
| Firmao CRM    | SaaS    | en, de, es, fr, pt, se, pl, ae, jp, tr, ua, ru                                     | 2009           | Java, Javascript |
| Synergius CRM | SaaS    | de, en, pl, ru                                                                     | 2013           | PHP, Javascript  |
| HubSpot       | SaaS    | en, fr, jp, de, pt, es                                                             | 2014           | Java             |
| Pipedrive     | SaaS    | cs, en, de, et, es, fr, id, it, jp, ko, lv, nl, nb, pl, pt, ru, fi, sv, tr, uk, zh | 2011           | PHP, Javascript  |
| Salesforce    | SaaS    | br, ca, fr, de, it, nl, se, jp, cn, tw, kr, th                                     | 1999           | APEX             |
| Zoho CRM      | SaaS    | en, pt, fr, ar, th, cn, it, de, nl, id, jp, vi, he                                 | 1999           | Java             |
| SugarCRM      | SaaS    | es, en, de, fr, it, jp                                                             | 2004           | PHP              |
| Livespace     | SaaS    | pl, en                                                                             | 2013           | Javascript       |

## Technologie
Současně hned v začátku CRM iniciativy je nutné interně zohlednit fakt, že CRM primárně představuje metodiku přetvořenou do celopodnikové strategie, kterou se aplikuje sada „zákaznických“ procesů, jejichž cílem je udělat vztah se zákazníkem ziskovým. Role informačních technologií v cílovém CRM konceptu je definována především jako podpora a automatizace celého CRM procesu, který standardně začíná získáním znalostí o klientech (data warehouse), pokračuje detailní analýzou jejich potřeb a vzorů chování, tj. přeměnou dat na informace (business intelligence & analytical CRM) a následně umožňuje využití těchto informací k efektivním a personalizovaným interakcím s klienty (operational CRM) všemi distribučními a komunikačními kanály (collaborative CRM), jak demonstruje schéma na obrázku.

### CRM Řešení
- On Premise – lokální instalace
- Cloud – dostupnost přes Webový prohlížeč bez potřeby instalace

#### CRM Mobilní řešení
- Webové – fungují na všech platformách jako přizpůsobené www stránky (nejnižší náklady).
- Nativní - vytvořeno pouze pro jednu platformu (nejvyšší náklady).
- Hybridní – kombinace webových a nativních technologií, kdy specializované nástroje umožňují vývoj pomocí k tomu určených webových technologií a následné konverze na nativní aplikace pro jednotlivé platformy (nižší náklady než nativní díky možnosti konverze pro více typů mobilních zařízení).

## Filozofie a přínosy CRM
CRM je přístup jak identifikovat, získat a udržet si zákazníka. Dovoluje organizacím spravovat a sladit interakce se zákazníkem. CRM pomáhá firmám zvýšit hodnotu každé takové interakce a tím dosahovat lepších ekonomických výsledků.
Dnešní organizace musí řídit interakce se zákazníky napříč množstvím komunikačních kanálů – zahrnujících web, call centra, prodejce v terénu a dealery nebo partnerské prodejní sítě. Mnoho firem má také několik oblastí podnikání se sdílením stejných zákazníků. Výzvou je zajistit zákazníkům snadný způsob jak obchodovat s organizací, libovolným způsobem, v kterýkoliv čas, prostřednictvím vybraného komunikačního kanálu, kterýmkoliv jazykem a v libovolné měně. Je třeba udržet v zákazníkovi pocit, že je partnerem jedné unifikované organizace, která jej v každém okamžiku a místě rozpozná. Přínos CRM je zřejmý: zefektivnění procesů a poskytnutí obchodníkům, marketingu a vedení společnosti lepší, podrobnější informace o zákaznících. CRM pomáhá firmám vytvořit více profitabilní vztah se zákazníkem a snížit operativní náklady.
Zabudované workflow může ulevit Vašim obchodníkům od byrokratických úkolů, které jsou ale pro fungování firmy důležité. Časově náročné úkony lze automatizovat, workflow může informovat obchodníky o nově došlých objednávkách, o nutnosti znovu uzavřít prošlé smlouvy nebo popřát zákazníkovi k narozeninám.
Obchodní organizace mohou zkrátit prodejní cyklus a zvýšit klíčové ukazatele výkonu, jako např. příjmy na jednoho obchodního zástupce, průměrná velikost objednávky a výnosy na jednoho zákazníka. Marketingové organizace mohou zvýšit odezvu na kampaně a marketingově řízené příjmy za současného snížení ceny za získání (akvizici) zákazníka. Servisní firmy mohou zvýšit produktivitu servisního pracovníka a loajalitu zákazníka při současném snížení ceny servisu, času odezvy a času do vyřešení požadavku zákazníka. Ve všech odvětvích je efektivní CRM strategickou nezbytností pro růst a přežití. Výzkumy ukázaly, že společnosti, které vytvářejí spokojené a loajální zákazníky mají více opakujících se obchodů, nižší náklady na akvizice nových zákazníků a silnější značku. To vše se transformuje do lepších finančních výkonů.

## Bezpečnost
Jednou z primárních funkcí CRM systémů je získání a uchování informací o jednotlivých zákaznících. S touto funkcionalitou souvisí i nutnost zabezpečení těchto informací z pohledu právních aspektů jednotlivých zemí. Jednotliví zákazníci také požadují neposkytnutí informací třetím osobám a společnostem.

## Integrace
Funkce CRM se prolínají s dalšími ve firmách používajícími softwary. Aby se nemusely stejné informace zadávat do více systémů a předešlo se duplikacím, dochází mezi systémy k integracím. Lze integrovat prostřednictvím jednorázově manuálně provedeného importu/exportu. Pravidelný přenos dat můžete realizovat s pomocí speciálních synchronizační modulů využívajících aplikačních serverů nebo speciálních připravených převodových můstků (např. XML a XSL dokumenty), které bývají pro obvykle používané systémy již připravené. Samostatným přístupem je on-line integrace, případně servisní architektura, která vlastně znamená zahrnutí služeb či dat jednoho systému do druhého ve formě komponenty, modulu či služby. Takový typ integrace je moderní, zejména s ohledem na architekturu orientovanou na služby, jedinečný zdroj dat a bezstavovost aplikační vrstvy, musí být však zvolenými systémy podporován.
Při integraci CRM je důležité si uvědomit, jaké produkty se budou implementovat. Obecně se používají tyto základní produkty: webová aplikace a mobilní aplikace. Kromě nich může CRM systém být instalován do poštovního klienta, jako je například Outlook.
CRM se nejčastěji integruje s:
- ERP
- BI
- MDM
- PIM

Cílem každé integrace je vytvořit v organizaci takový tok informací, díky němuž má každý pracovník k dispozici ta data, která potřebuje pro svoji práci. Příkladem mohou být data z ekonomických / ERP softwarů. Obchodníci vítají v CRM programech přímo na kartě klienta přehledy fakturací, vývoj obratu či přehled pohledávek. Projektovým manažerům může CRM software automaticky počítat ziskovost zakázek na základě fakturací.
Samostatnou kapitolou je pak integrace s komunikačním nástrojem nebo poštovním klientem (Microsoft Outlook, Thunderbird, atd.). Poštovní klient je totiž nástroj, v němž tráví každý pracovník většinu svého dne. Pro firmy je naprosto nepřijatelné, pokud CRM software nenabízí možnost propojení a zaměstnanci musí data přepisovat. Výhodu zde mají nástroje, které jsou v poštovním klientu přímo zakomponované a tvoří s ním jednolité řešení. Tento typ specializovaných CRM (např. CRM pro Microsoft Outlook) umožňuje automaticky ukládat poštu do své databáze a zpřístupnit ji tak pro všechny, kdo ji potřebují. Zmiňme tedy možnost propojení CRM a poštovního klienta pro oboustrannou komunikaci (např. Kerio Connect či ActiveSync) či jednocestnou, tj. z CRM do poštovního klienta (např. iCalendar).

## Trendy do budoucnosti
Cloudové řešení (SaaS) pro malé a střední firmy již nahrazuje klasické řešení, zároveň se výrazně prosazuje v segmentu větších firem. Proto klasická implementace na vlastních serverech je do budoucna relevantní pouze u firem, kde je potřeba vysoká integrace s ostatními systémy a kde korporátní rozhodnutí brání změnám. Cloud computing poskytuje nesporné výhody v podobě rychlého přechodu ze stávajícího řešení bez nutnosti instalací, implementace samotného CRM systému, vysokých nákladů na pořízení IT zařízení a také IT správu (aktualizace, zálohy, opravy, upgrade, rozšíření, změny jednotlivých komponent, aj.).
U Cloud computing je potřeba mít zajištěnou bezpečnost dat a přihlášení, kompatibilitu s nařízením GDPR a jasně definované parametry služby. Již překonaná obava z dat mimo interní systémy je demonstrována širokým použitím pro dnes běžný přístup k bankovnímu účtu, sociálním sítím, aj.
Dalším z trendů je využití pokročilých webových technologií jako AJAX umožňující interaktivní práci a funkce jako drag-and-drop. Nové grafické rozhraní umožňuje použití pokročilých funkcí. CRM SaaS aplikace se také snaží integrovat velké množství dalších webových služeb a to i ve spojení se sociálními sítěmi.
Nejnovější trendy v systémech CRM vyplývají také ze stále širšího využití sociálních sítí nebo mobilních zařízení zákazníky – a s tím souvisejících požadavků klientů na odpovídající komunikaci prostřednictvím těchto kanálů. Aby byly (nejen) tyto požadavky splněny, je třeba širší integrace CRM systémů s okolím. Výrobci proto do CRM integrují například Kalendář Google, Kontakty Google, Outlooku či další databáze dat, jako ARES apod. Výrobci CRM systémů dnes poskytují běžně přístup z mobilního zařízení či přímo mobilní aplikace, aby měli zákazníci CRM po ruce kdykoliv a kdekoliv.
CRM systémy jsou jednou kostkou stavebnice, zvlášť pro velké hráče. Jmenujme BI (Business Intelligence), SFA (Sales Force Automation),
Social CRM, Marketing Automation zejména pro direct mailing a aplikace pro služby zákazníkům (CSA, Customer Services Applications). Jejich integrace umožňuje zaměstnancům firmy získání komplexních informací o klientech z jednoho rozhraní. Nevýhodou jsou často enormní investičních náklady na integraci, provoz a pro necloudové řešení i implementaci a údržbu.
Menší a střední firmy cílí na jednoduchost ovládání, rychlost a především nižší cenovou náročnost. CRM je pro ně každodenní nástroj, jenž má pomoci ve spolupráci zaměstnancům, poskytnout informace napříč firmou a také přinést něco navíc (např. mapové zobrazení projektů či klientů, již zmíněnou propojenost s Outlookem či předem odsouhlasené náklady bez pozdějšího navyšování).